# Gonomyia (Paralipophleps) pleuralis
Gonomyia (Paralipophleps) pleuralis is een tweevleugelige uit de familie steltmuggen (Limoniidae). De soort komt voor in het Nearctisch en Neotropisch gebied.